# 최용남
최용남(崔龍男, 1923년 10월 15일 ~ 1998년 11월 26일)은 대한민국의 군인이다. 국방부 해병학교 교장 등을 지낸 그는 한국 전쟁에 참전하였으며 해병 소장으로 예편하였다.

## 생애
1923년 10월 15일 평안북도 구성군 사기면 향산동 구도심지에서 출생하였으며 지난날 한때 평안남도 용강군 용강면 후산리에서 잠시 유아기를 보낸 적이 있는 그는 1942년 연희전문학교 상과에 진학하여 공부하다 같은 해인 1942년 일본군 학도병으로 입대하여 일본 육군 소위로 복무하였다. 1945년 해방 이후 귀국하여 연희전문학교에 복학 하려했으나 교장인 유억겸의 권유로 손원일을 만나 해군 간부 양성과정을 밟았다.
 
1946년 5월 1일 80048의 군번을 부여받고 해군 참위(소위)로 임관과 동시에 진해기지 교육대 교관에 보임되어 함정부 부관과 신병 교육대장 등을 역임하고 6.25전쟁을 불과 두 달 앞둔 1950년 4월에 제2함대 백두산함(PC-701) 함장(중령)으로 부임하였다. 백두산함은 당시 해군이 보유한 유일한 전투함(구잠함)이었다. 1950년 6월 25일 동해안에 괴선박이 출현해 상부로부터 긴급출동 명령을 받아 백두산함을 타고 출항하여 부산으로 침투하려던 600여명의 무장병력을 실은 1천 톤급 북한 무장 수송선을 치열한 공방전 끝에 격침하였다. 대한해협 해전이라 불리는 이 전투는 당시 유엔군 생존에 핵심 항구였던 부산을 지켜낸 중요한 전투로 평가받는다.

1952년 육군보병학교에서 교육을 마친 후 해병으로 전과하였다. 이후 해병학교 교장, 해병대 사령부 작전과장, 참모부장, 군수부장을 역임하고 해병대 제1사단 참모장,부사단장을 지냈다. 1955년 11월 해병 준장으로 진급. 1959년 해병 제1여단장. 1960년 진해기지 사령관. 1962년 7월 해병대 부사령관. 1963년 1월 해병 소장으로 진급하였다. 1964년 1월 해병 제1상륙사단 사단장으로 근무하다 1965년 5월 예편하였다.

1998년 11월 26일 별세하였으며, 국립대전현충원 장군묘역에 안장되었다. 

## 상훈
태극무공훈장, 충무무공훈장, 공비토벌기장, 방위포장, 미국 은성훈장을 수상하였다.

## 약력
- 1923년 10월 평북 구성 출생
- 1946년 5월 해군 참위(소위) 임관 및 교육대 교관
- 1950년 4월 제 2함대 PC 함장
- 1950년 12월 통제부 작전부장
- 1952년 5월 해군사관학교 교감
- 1953년 2월 해병 제1전투대 5대대장
- 1953년 7월 해병학교 교장
- 1953년 9월 해병대사령부 작전과장
- 1954년 5월 해병대사령부 참모부장 겸 군수부장
- 1955년 5월 해병 제1사단 참모장
- 1955년 11월 해병준장
- 1958년 8월 제1상륙사단 부사단장
- 1959년 3월 해병 제1여단장
- 1960년 6월 진해기지사령관
- 1962년 7월 해병대 부사령관
- 1963년 1월 해병소장
- 1964년 1월 제1상륙사단 사단장
- 1965년 5월 예편
- 1998년 11월 타계

## 참고 자료
- 전쟁기념관-최용남[깨진 링크(과거 내용 찾기)]